# The Tenth Case
Basado en la Trent's Last Case de Edmund Clerihew Bentley de 1917. Es una de las primeras novelas de detectives en que se utiliza la deducción para resolver un caso. El detective es el que da nombre a la novela: Philip Trent. Se han realizado otras adaptaciones de la novela.

## Otros créditos
- Sonido: Muda
- Color: Blanco y negro
- Escenario: Robert Hull

- Datos: Q6145319
- Multimedia: The Tenth Case / Q6145319